# Lijst van benamingen voor dieren
Dezelfde dieren hebben soms verschillende benamingen, afhankelijk van de vraag of het dier vrouwelijk, mannelijk of jong is. Verschillende benamingen, met name die van jonge en gecastreerde dieren, zijn vaak afkomstig uit dialecten of sterk gerelateerd aan de dialectische namen en vertonen daarom vaak enige variatie. In het algemeen wordt een vrouwelijk dier vaak het vrouwtje en een mannelijk dier het mannetje genoemd. Hieronder een overzicht.
| Neutraal                                                    | Vrouwelijk                 | Mannelijk                      | Gecastreerd                             | Jong dier                                                                                | Groep                           | Paarlustig       |
| ----------------------------------------------------------- | -------------------------- | ------------------------------ | --------------------------------------- | ---------------------------------------------------------------------------------------- | ------------------------------- | ---------------- |
| aap                                                         | apin                       | aap                            |                                         | jong                                                                                     | familie troep                   |                  |
| alpaca                                                      | merrie                     | hengst                         |                                         | veulen cria                                                                              |                                 |                  |
| beer                                                        | berin                      | beer                           |                                         | welp                                                                                     | familie                         |                  |
| cavia                                                       | zeugje                     | beertje                        | barg                                    | pup                                                                                      |                                 |                  |
| chinchilla                                                  | konijn                     | bokje                          |                                         |                                                                                          |                                 |                  |
| das                                                         | zeug                       | beer                           |                                         |                                                                                          | clan burcht dassenburcht        |                  |
| dolfijn                                                     | koe                        | stier                          |                                         | kalf                                                                                     | school                          |                  |
| duif                                                        | duivin                     | doffer kebber                  |                                         | pieper                                                                                   | vlucht                          |                  |
| eend                                                        | eend                       | woerd                          |                                         | piel pijltje eendekuiken pul                                                             | vlucht                          |                  |
| eland                                                       | koe                        | stier                          |                                         | kalf                                                                                     |                                 | bronstig         |
| ezel                                                        | ezelin                     | ezelhengst                     | ruin ezelruin kluns oen vent            | veulen ezelsveulen                                                                       | kudde                           |                  |
| fazant                                                      | hen fazantenhen woerhen    | haan fazantenhaan woerhaan kok |                                         |                                                                                          |                                 | koppel           |
| fret                                                        | moer                       | ram                            |                                         | pup                                                                                      |                                 | ♀ loops          |
| gans                                                        |                            | ganzerik gent gander           |                                         |                                                                                          | toom troep vlucht koppel        |                  |
| gazelle                                                     | geit                       | bok                            |                                         | lam                                                                                      | kudde                           | bronstig         |
| geit sik                                                    | geit sik                   | bok sikbok                     | weer hamel kapater                      | lam ket                                                                                  | kudde                           | ritsig welig     |
| giervalk                                                    | geervalk                   | geertersel                     |                                         |                                                                                          |                                 |                  |
| giraffe                                                     | koe                        | bul                            |                                         | kalf                                                                                     |                                 |                  |
| gorilla                                                     | vrouwtje                   | mannetje (volwassen) zilverrug |                                         |                                                                                          | familie groep                   |                  |
| haas                                                        | voedster vooi moerhaas     | rammelaar remmel remmer        |                                         | pulsterling                                                                              |                                 |                  |
| haring (gerookt) bokking, kipper                            | kuiter                     | hommer                         |                                         |                                                                                          | school                          |                  |
| hert                                                        | hinde hertenkoe            | hert bok                       |                                         | kalf hindekalf hertenkalf                                                                | roedel sprong                   | bronstig         |
| hoen kip                                                    | hen kip kloek klokhen tiet | haan                           | kapoen Engels haantje poularde          | kuiken pul                                                                               | toom                            | broeds           |
| honingbij                                                   | koningin moer werkster     | dar                            |                                         | pop                                                                                      | volk vlucht zwerm               |                  |
| hond                                                        | teef klits                 | reu rekel                      |                                         | puppy pup welp hondenwelp hondje                                                         | roedel meute (jachthonden) span | loops            |
| jachtluipaard                                               | vrouwtje                   | mannetje                       |                                         | welp                                                                                     | coalitie (familiegroepje)       |                  |
| kabeljauw (gedroogd) stokvis, klipvis (gezouten) labberdaan |                            |                                |                                         | dors gul skrei                                                                           | school                          |                  |
| kanarie                                                     | pop                        | man kanariepiet                |                                         |                                                                                          |                                 |                  |
| kalkoen                                                     | hen                        | haan                           |                                         | kuiken                                                                                   | koppel                          |                  |
| kangoeroe                                                   |                            |                                |                                         | joey                                                                                     |                                 |                  |
| kat                                                         | poes kattin                | kater                          | gesneden kater kerel                    | kitten                                                                                   |                                 | ♀ krols          |
| kikker                                                      |                            |                                |                                         | kikkervisje dikkopje donderkopje                                                         |                                 |                  |
| konijn                                                      | voedster moer vooi         | rammelaar remmel remmer        |                                         | lamprei lampreel                                                                         | sprong                          | rams             |
| kniptor                                                     |                            |                                |                                         | ritnaald koperworm                                                                       |                                 |                  |
| kraai                                                       |                            |                                |                                         |                                                                                          | moord                           |                  |
| langpootmug                                                 |                            |                                |                                         | (larve) emelt                                                                            |                                 |                  |
| leeuw                                                       | leeuwin                    | leeuw                          |                                         | welp                                                                                     | troep                           | krols            |
| meikever e.a.                                               |                            |                                |                                         | engerling                                                                                |                                 |                  |
| mens                                                        | vrouw besje                | man grijsaard                  | eunuch                                  | baby peuter kleuter kind ♀ meisje, maagd ♂ jongen, knaap puber adolescent                | stam volk                       | geil heet hitsig |
| muis                                                        | moertje                    | rammetje                       |                                         | pieper                                                                                   |                                 |                  |
| nerts                                                       | moer                       |                                |                                         |                                                                                          |                                 |                  |
| neushoorn                                                   | koe                        | stier                          |                                         | kalf                                                                                     | kudde                           |                  |
| olifant                                                     | koe                        | bul                            |                                         | kalf                                                                                     | kudde                           |                  |
| paard guil knol pony ros                                    | merrie                     | hengst                         | ruin klaphengst klophengst              | veulen enter twenter                                                                     | kudde span                      | ♀ hengstig       |
| paling aal schieraal                                        |                            |                                |                                         | glasaal lintaal rode aal gele aal                                                        | school                          |                  |
| parkiet                                                     | pop                        | man                            |                                         |                                                                                          |                                 |                  |
| rat                                                         | moertje                    | rammetje                       |                                         | ritten                                                                                   |                                 |                  |
| ree                                                         | geit reegeit rekke         | bok reebok                     |                                         | (ree)kalf ♀ smaldier ♂ spits(bok) ♂ gaffel(bok)                                          | sprong                          | bronstig         |
| rund                                                        | koe                        | stier bul bol                  | os                                      | kalf ♀ kuis,♂ bulkalf pink, enter hokkeling ♀ vaars, ♂ vars klamvaars melkvaars schotter | kudde                           | tochtig          |
| schaap                                                      | ooi                        | ram                            | hamel weerlam (gesneden ramlam)         | lam ♀ ooilam ♂ ramlam zuiglam melklam lentelam                                           | kudde                           | rams             |
| sperwer                                                     |                            | musket mosket                  |                                         |                                                                                          |                                 |                  |
| steenbok                                                    | geit                       | bok                            |                                         | kalf                                                                                     | kudde                           | bronstig         |
| tijger                                                      | tijgerin                   | tijger                         |                                         | welp                                                                                     | leeft solitair.                 | krols            |
| uil                                                         | uilin                      |                                |                                         | uilejong uilskuiken                                                                      | parlement                       |                  |
| valk                                                        | valk                       | tersel                         |                                         |                                                                                          |                                 |                  |
| varken zwijn                                                | zeug mot                   | beer                           | barg, berg, borg binnenbeer schram voor | big keu pogge speenvarken gelte                                                          | toom                            | beers berig      |
| vis                                                         | kuiter kuitvis             | hommer hom gelt                |                                         |                                                                                          | school                          |                  |
| vlieg                                                       |                            |                                |                                         | made pop                                                                                 | zwerm                           |                  |
| vlinder                                                     |                            |                                |                                         | rups pop                                                                                 |                                 |                  |
| vos                                                         | moer moervos               | rekel                          |                                         | welp                                                                                     |                                 | loops            |
| walrus                                                      | koe                        | stier                          |                                         |                                                                                          |                                 |                  |
| walvis                                                      | koe                        | stier                          |                                         | kalf                                                                                     |                                 |                  |
| wild zwijn everzwijn                                        | bagge bache                | keiler ever                    |                                         | frisling friesling frischling overloper                                                  | rotte ketel                     | bronstig         |
| wolf                                                        | wolvin                     | rekel                          |                                         | welp                                                                                     | roedel                          |                  |
| zeehond                                                     | wijfje                     | bul                            |                                         | huiler pup kalf                                                                          | kolonie                         |                  |
| Neutraal                                                    | Vrouwelijk                 | Mannelijk                      | Gecastreerd                             | Jong dier                                                                                | Groep                           | Paarlustig       |